# Winthemia dubiosa
Winthemia dubiosa är en tvåvingeart som beskrevs av Thompson 1963. Winthemia dubiosa ingår i släktet Winthemia och familjen parasitflugor. Inga underarter finns listade i Catalogue of Life.